# Contea di Qamdo
Qamdo (昌都县S; Chāngdū XiànP) è una contea cinese della prefettura di Qamdo nella Regione Autonoma del Tibet. Il capoluogo è la città di Qamdo. Nel 1999 la contea contava 86 280 abitanti.

## Geografia antropica

### Centri abitati
- Changdu (Qamdo/Chamdo) 昌都镇（城关镇
- Karuo 卡若镇
- Eluo 俄洛镇
- Mangda 芒达乡
- Shagong 沙贡乡
- Ruoba 若巴乡
- Aixi 埃西乡
- Ruyi 如意乡
- Ritong 日通乡
- Chaidui 柴堆乡
- Yaoba 约巴乡
- Gama 嘎玛乡
- Mianda 面达乡
- Laduo 拉多乡
- Tuoba 妥坝乡